# Fratelli Limbourg
I fratelli Paul Limbourg (Nimega, 1380-1390 circa – Digione, 1416),  
Jean Hennequin Limbourg (Nimega, 1380-1390 circa – Digione, 1416) ed  
Hermann Limbourg (Nimega, 1380-1390 circa – Digione, 1416) sono stati tre miniatori olandesi, tra i più significativi rappresentanti della pittura franco-fiamminga del XV secolo.

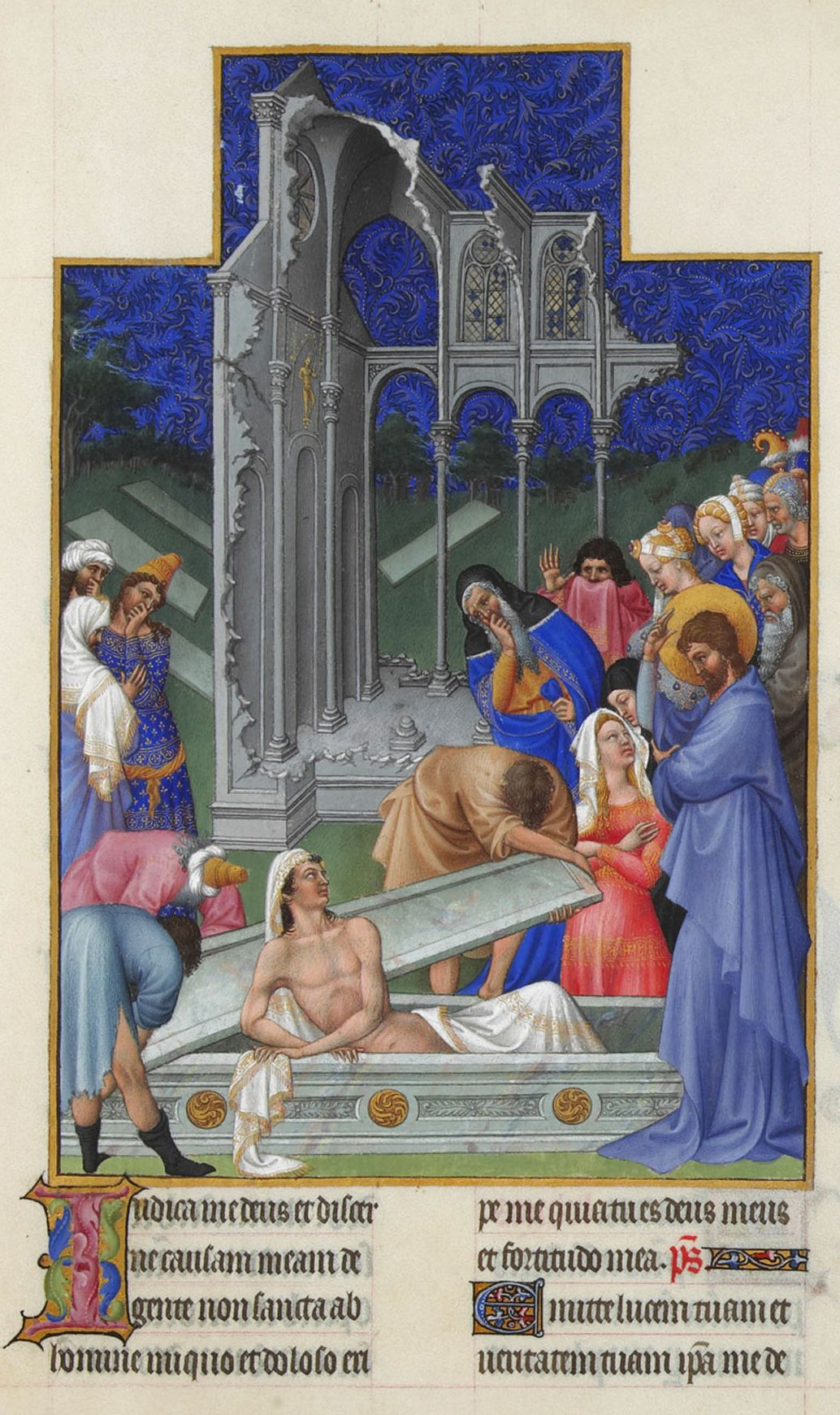
La Resurrezione di Lazzaro da Très riches heures du Duc de Berry, 1412-1416, Chantilly, Musée Condé.

Entrati al servizio del Duca di Berry nel 1404, crearono alcuni raffinatissimi codici che costituirono una vera e propria rivoluzione nella miniatura, tra i quali spicca il capolavoro delle Très riches heures du Duc de Berry (1412-1415). Le loro fiabesche creazioni sono tra le più celebri immagini del mondo ideale delle corti tardogotiche.

## Storia degli studi

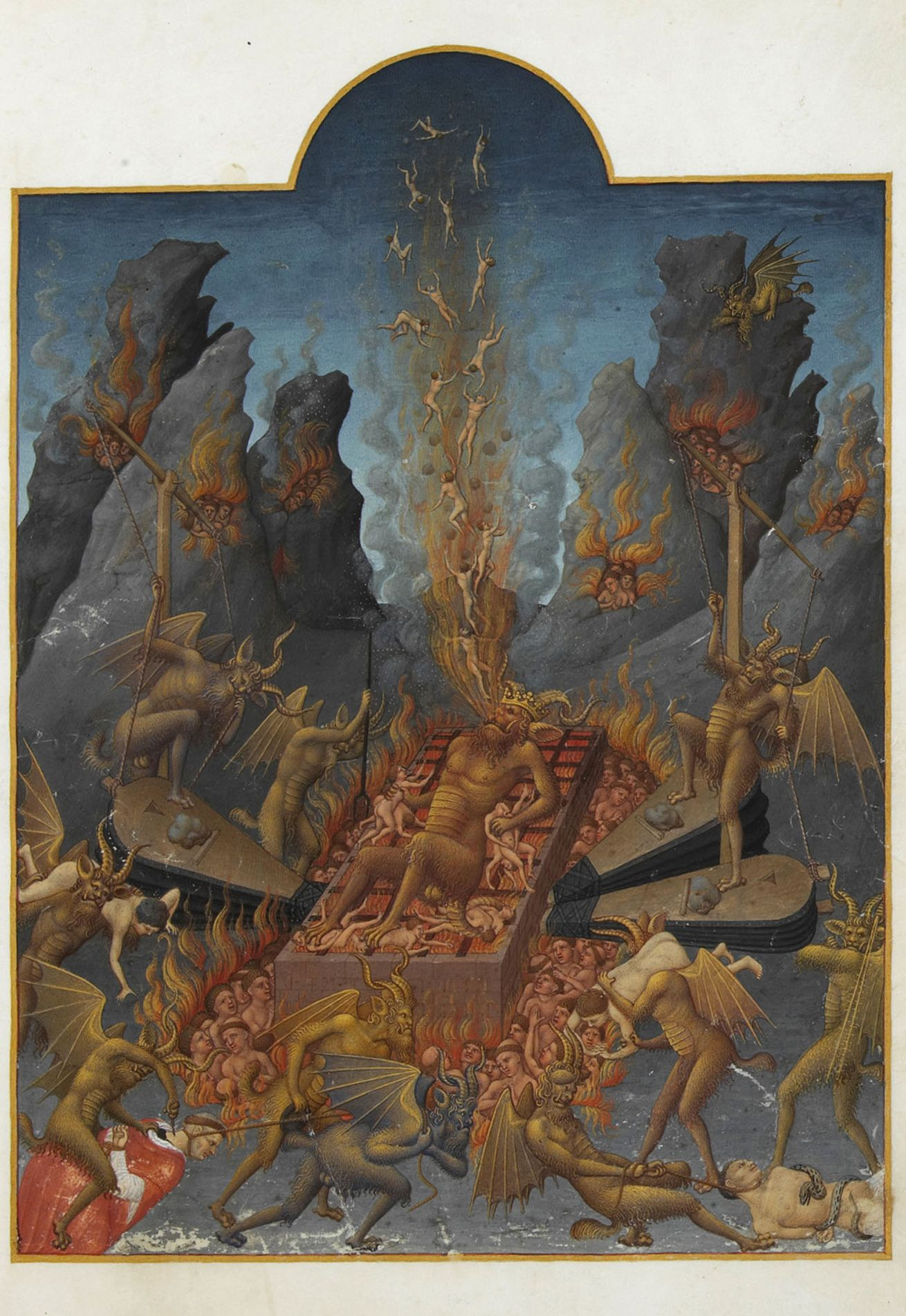
La graticola infernale, da Les Très Riches Heures du duc de Berry, 1416 circa, Chantilly, Musée Condé.

La riscoperta critica dei fratelli Limbourg iniziò nel 1881 quando un manoscritto miniato, acquistato da Enrico d'Orléans nel 1856, venne identificato da Léopold Delisle come le Très Riches Heure dei Limbourg, opera citata nell'inventario del 1416 della biblioteca del duca de Berry. Gli studi sui Limbourg portarono alla pubblicazione di una ricostruzione biografica da parte di Alfred de Champeaux e Paul Gauchery nel 1894 e di una prima monografia nel 1904 da parte di Paul Durrieu. È degli anni 1950 lo studio di Friedrich Gorissen che costituisce ancora oggi la base per la nostra conoscenza dei fratelli, al quale si aggiunsero ulteriori approfondimenti da parte di Millard Meiss.

## Biografie

### La famiglia Limbourg
I fratelli Limbourg provenivano da una famiglia di artisti e artigiani. Il nonno, Willem Malouel, e suo fratello, Herman, appaiono nei documenti di Nimega degli anni 1380 e, tra il 1386 e il 1397, nei libri contabili di Guglielmo I duca di Gheldria, che possedeva un castello entro le mura della città. Guglielmo aveva una figlia di nome Metta e un figlio di nome Jean. Metta intorno al 1385 sposò Arnold Malouel de Lymborch, che compare diverse volte negli archivi di Nimega come scultore, e che, probabilmente attraverso il suocero, ebbe modo di lavorare per il duca, mentre il fratello di Arnold, Jean Malouel, divenne il più famoso pittore della famiglia giungendo a lavorare per Filippo l'Ardito duca di Borgogna, come pittore di corte e valet de chambre a Digione.
Metta e Arnold ebbero sei figli: tra costoro Paul, Herman e Jean furono inviati nel 1398 a compiere un periodo di apprendistato nella bottega del lussemburghese Alebret de Bolure, un orefice che lavorava a Parigi e che aveva probabilmente conosciuto loro zio Jean Malouel, avendo anch'egli lavorato per l'Ardito.

### I Limbourg e il duca di Borgogna

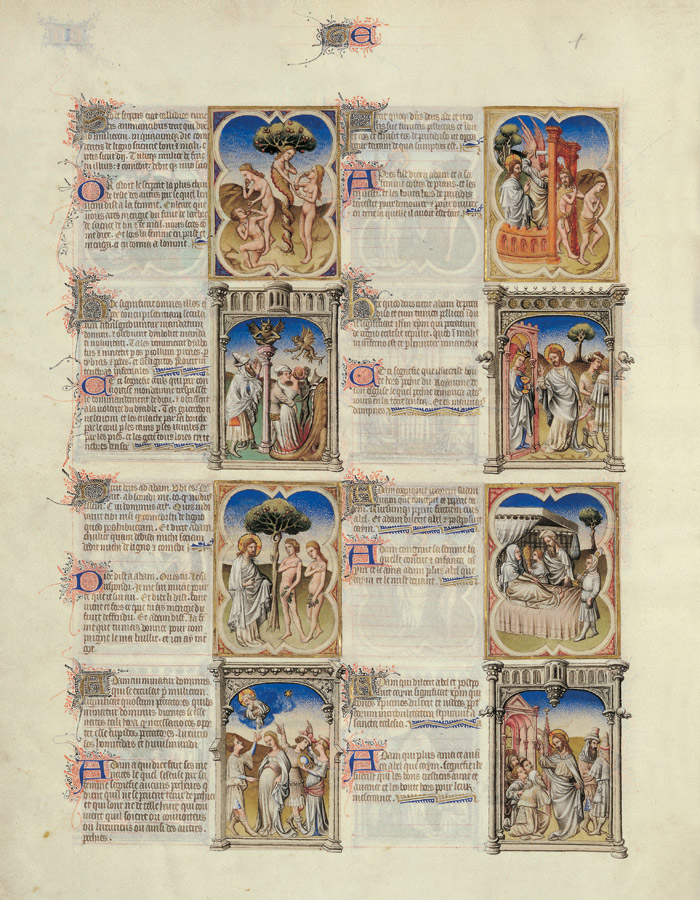
Bibbia moralizzata di Filippo l'Ardito. BNF Fr166, 3v.

Con de Bolure i giovani Limbourg appresero subito a lavorare con precisione e accuratezza su piccoli formati, ma dovettero lasciare Parigi nel 1400, prima di aver terminato il periodo di apprendistato, forse a causa di una epidemia di peste diffusasi in città. Sulla via di casa, a Bruxelles, furono coinvolti in una disputa, si crede legata alle controversie allora in corso tra il ducato di Brabante e quello di Gheldria. Furono tenuti in ostaggio e imprigionati per circa sei mesi: le spese per la cauzione e per il periodo trascorso in prigione furono pagate, su intercessione dello zio Jean, dal duca Filippo l'Ardito.
Per restituire il favore i fratelli lavorarono per il duca di Borgogna a partire dal 1402, come risulta da un contratto che li impegnava per quattro anni nella decorazione di una bibbia, generalmente identificata come la Bibbia moralizzata di Filippo l'Ardito, copia della Bibbia moralizzata di Giovanni il Buono, che comprendeva più di cinquemila miniature ed era stata decorata a grisaille da tredici o più artisti sotto la direzione di John de Montmartre tra il 1349 e il 1352. Filippo morì nel 1404 e il lavoro dei Limbourg fu interrotto dopo due anni in cui i fratelli poterono eseguire solo trecentottantaquattro miniature. Risultando difficile ipotizzare il completamento della bibbia, nei quattro anni richiesti dal duca, alcuni studiosi ritengono che la commissione documentata dai libri contabili riguardasse non una bibbia moralizzata, bensì una bibbia istoriata, solitamente decorata con non più di due o trecento miniature, ossia un secondo lavoro dei Limbourg per l'Ardito non giunto sino a noi.

### I Limbourg e il duca di Berry

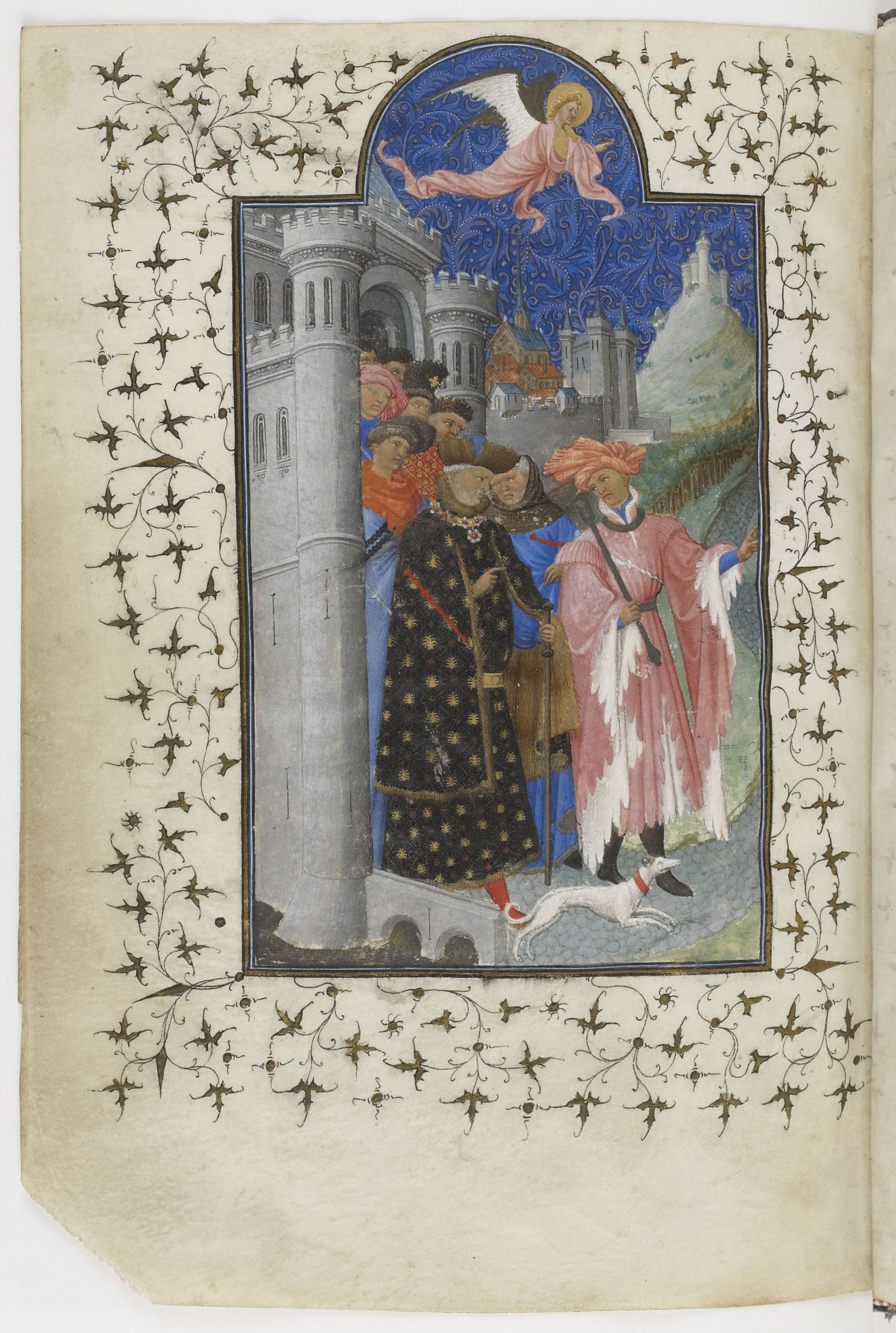
Partenza per un pellegrinaggio, Petites Heures du duc de Berry. BNF Lat18014, 288v.

Nel 1404, a seguito della morte del duca Filippo, per un breve periodo i fratelli furono al servizio del figlio, Giovanni senza Paura, tuttavia tutti e tre i fratelli passarono successivamente alle dipendenze di Giovanni di Valois duca de Berry, fratello minore di Filippo, subentrando come pittori di corte a Jacquemart de Hesdin. Da quel momento fino alla loro morte, avvenuta per tutti e tre con l'epidemia di peste del 1416, i Limbourg rimasero alla corte del duca, in una posizione di rilevante pregio. Il più abile dei tre pare fosse Paul, a giudicare almeno dal fatto che fu l'unico a ricevere la nomina di valet de chambre del duca nel 1413.
La documentazione relativa agli anni trascorsi dai Limbourg al servizio di Jean de Berry è costituita dagli inventari compilati da Robinet d'Éstampes, valet de chambre e garde des joyeux del duca, e dai manoscritti stessi, oltre che da documenti relativi a doni o pagamenti.
Una delle prime notizie riguarda un libro d'ore commissionato alcuni decenni prima da Carlo V di Francia al Maestro del paramento di Narbona e alla sua bottega. Si tratta delle Très Belles Heures di Notre-Dame (Parigi, BNF, Ms. nouv. acq. lat.3093), la cui decorazione finale fu affidata dal duca a due artisti anonimi i quali, entro il 1408-1409, completarono dodici miniature non finite dal Maestro del paramento. I Limbourg lavorarono alle ultime due miniature già previste nel progetto originario e ad una terza che invece fu aggiunta, ora perduta e nota solo grazie a riproduzioni. La scarsa partecipazione richiesta dal duca ai fratelli per le Très Belles Heures di Notre-Dame è probabilmente da collegare al loro impegno previsto per quelle che sarebbero state le ultime tre commissioni da parte del duca per la propria biblioteca e le tre opere principali dei fratelli Limbourg.
In esse il duca decise di semplificare la parte testuale incoraggiando i Limbourg ad ampliare le parti miniate trascendendo dalla loro originaria funzione spirituale. Nel 1405 i fratelli iniziarono a lavorare al manoscritto delle Belles Heures du duc de Berry, dette Heures d'Ailly, situato al Cloisters Museum di New York City, terminato nel 1408 circa e menzionato nei registri della biblioteca del duca nel 1413. Iniziò nel 1407 la produzione della seconda opera, le Grandes Heures du duc de Berry, così definite per via della grandi dimensioni delle pagine. Infine, tra il 1411 e il 1412, i fratelli lavorarono al libro d'ore considerato universalmente come il loro capolavoro, le Très Riches Heures du duc de Berry situate al Musée Condé di Chantilly), nel quale crearono grandi miniature a piena pagina di straordinaria qualità, considerate come uno dei massimi traguardi del gotico internazionale francese. Tuttavia, le Très Riches Heures rimasero incomplete con la morte dei Limbourg e del duca nel 1416. I fratelli vi eseguirono trentacinque miniature grandi, venticinque piccole scene e una pagina composita.
Per le Petites Heures de Jean de Berry alle quali avevano lavorato, a partire dal 1375, Jean Le Noir, Jacquemart de Hesdin e lo Pseudo-Jacquemart, il duca richiese nel 1412 ai Limbourg l'esecuzione di una miniatura da aggiungere al termine del manoscritto, con l'immagine del duca in partenza, oltre le porte della città.
Benché non sia possibile distinguere le singole personalità all'interno delle opere, fu presumibilmente Paul a dirigere l'atelier e a curare i disegni. A lui vengono abitualmente attribuiti anche il San Gerolamo nello studio, sito alla Bibliothèque Nationale di Parigi, l'Arresto di Cristo del British Museum di Londra e un disegno a punta d'argento con architetture situato al Museo Boymans di Rotterdam.

## Opere

### La Bibbia moralizzata di Filippo l'Ardito

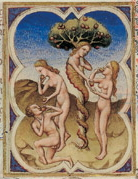
La tentazione di Adamo. Bibbia moralizzata di Filippo l'Ardito. BNF Fr 166 f3v.

La Bibbia moralizzata di Giovanni il Buono era stata acquisita da Filippo l'Ardito dal nipote Carlo VI di Francia forse in seguito alla follia di quest'ultimo sopraggiunta nel 1392. La Bibbia moralizzata decorata dai Limbourg segue da vicino il modello, nel testo, nel formato e nell'impaginazione. I campi delle miniature sono dello stesso formato e impiegano lo stesso sistema di alternanza di incorniciature architettoniche e polilobate. Inizialmente anche la composizione delle scene segue il prototipo, divenendo in seguito sempre più libera e sicura. Dal punto di vista formale invece i Limbourg non esitarono ad apportare novità in questi stessi elementi, con un diverso e maggiore impiego del colore e con un maggiore senso della profondità e del volume. La diversa spazialità è ottenuta attraverso espedienti compositivi o schiarendo il cielo all'orizzonte.

### Les Très Belles Heures de Notre-Dame

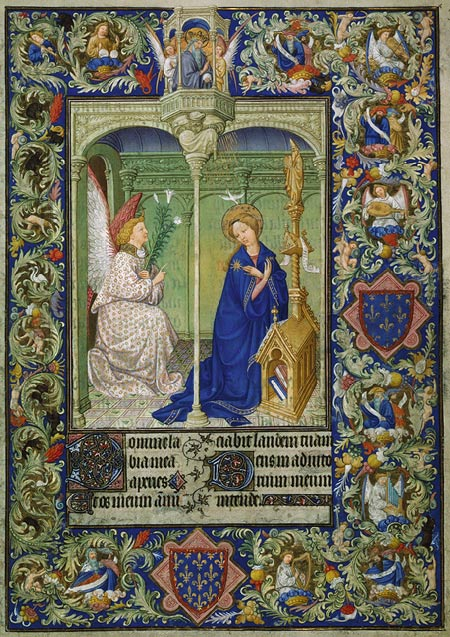
Annunciazione. Les Belles Heures du duc de Berry. The Cloisters Collection (54.1.1), Metropolitan Museum of Art.

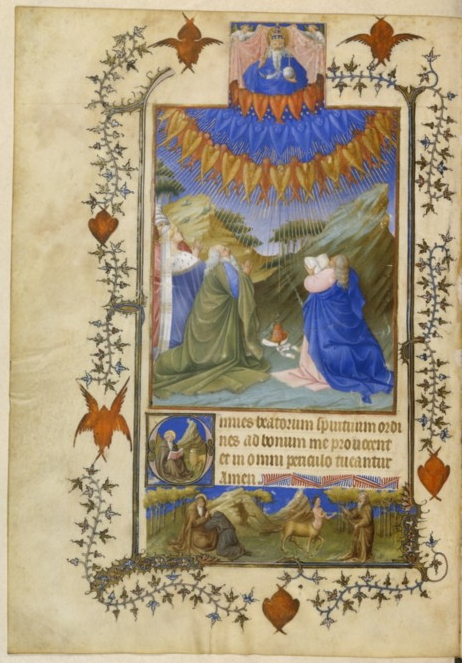
Très Belles Heures de Notre-Dame. Adoration du trône de Grâce - NAL3093 f225.

Si tratta di uno dei più importanti manoscritti del XIV secolo che il Maestro del paramento lasciò incompiuto e privo di legatura. Intorno al 1405-1406 venne diviso dal duca in due parti; la decorazione della prima sezione, costituita dai testi tipici di un libro d'ore, chiamata Les Très Belles Heures de Notre-Dame, venne ripresa e terminata in questi anni. Benché l'apporto dei fratelli si sia limitato a sole tre miniature il rapporto con questo manoscritto ebbe grande influenza sullo sviluppo del loro stile. Molte composizioni delle Très Belles Heures de Notre-Dame sono state riutilizzate nelle Belles Heures, ad esempio la composizione con la doppia arcata e la colonnetta centrale impiegata dal Maestro del Paramento nella Visitazione. L'adesione alle strutture compositive del Maestro del paramento è visibile anche nella Bibbia moralizzata, inducendo a ritenere che i Limbourg conoscessero il manoscritto originario delle Très Belles Heures di Notre-Dame già durante il loro servizio presso Filippo l'Ardito. Quanto i Limbourg dedussero dal Maestro del paramento tuttavia non si limita a motivi specifici, ne derivarono piuttosto un certo modo di rappresentare il paesaggio e di costruire le relazioni tra questo e le figure che lo abitano.

### Les Très Belles Heures du duc de Berry
Già in questo manoscritto i fratelli si dimostrarono aggiornati alle più moderne concezioni artistiche fiamminghe e italiane. Le Belles Heures furono dotate di un numero di miniature superiore rispetto a quelle consuete nei libri d'ore (172 miniature, di cui 94 a piena pagina), inoltre vennero inserite sequenze di pagine miniate prive di interruzioni da parte del testo scritto, sequenze che andavano dalle 3 alle 12 pagine. Le immagini a piena pagina permettevano una larga applicazione delle capacità stilistiche e compositive dei Limbourg mentre la sequenza ininterrotta di immagini consentiva lo sviluppo delle loro capacità narrative.

### Les Très Riches Heures du duc de Berry

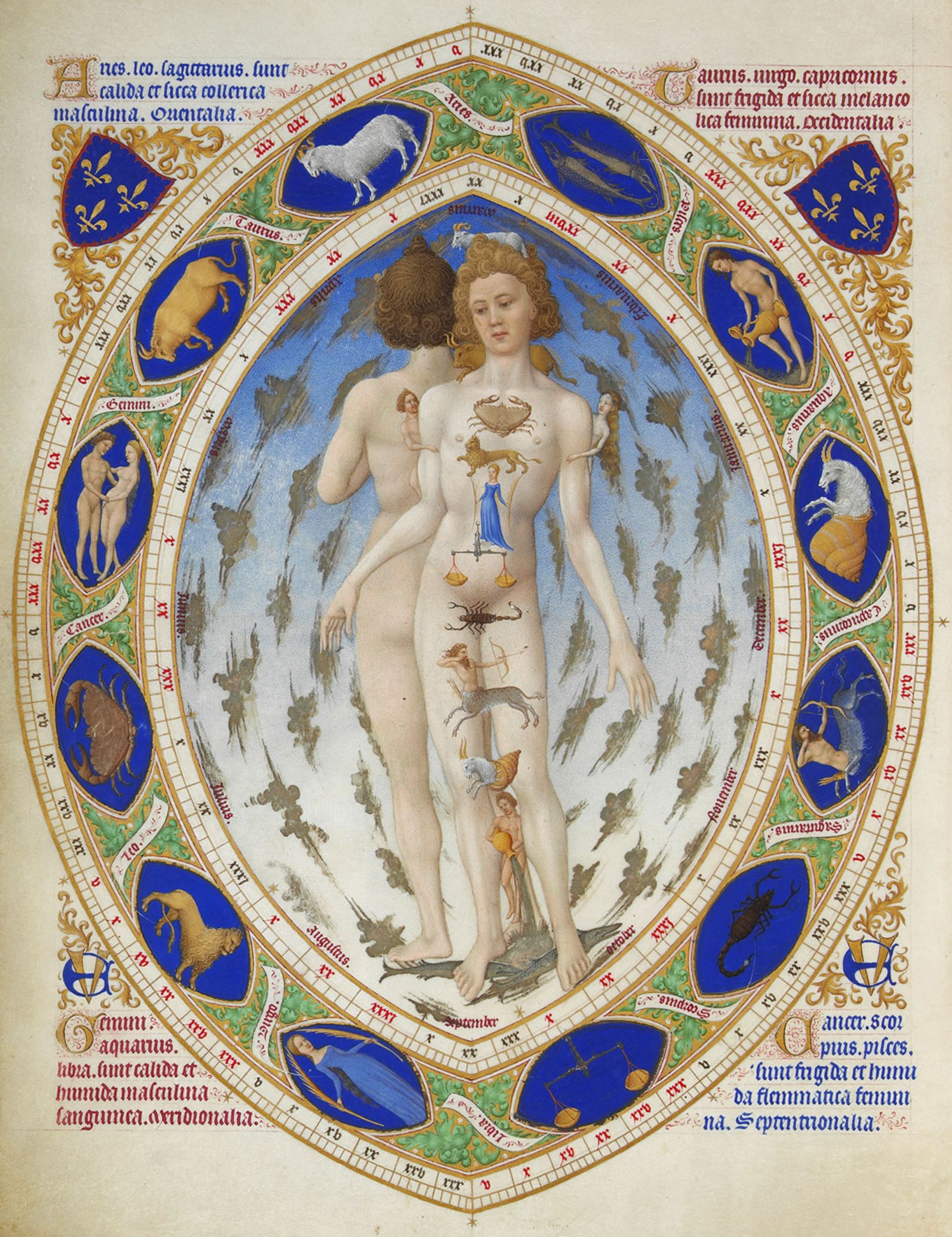
Les Très Riches Heures du duc de Berry. L'uomo anatomico con la fascia dei segni zodiacali. Ms.65, f.14v.

Ne Les Très Riches Heures lo stile dei Limbourg giunse a un risultato di straordinaria fusione armonica attraverso l'unione di un minuzioso naturalismo a un raffinato formalismo lineare che andava divenendo in quegli anni carattere distintivo del gotico internazionale.
Il manoscritto, come ogni libro d'ore, consta di una parte destinata ai salmi e alle preghiere e di un'altra, quella a cui i Limbourg devono gran parte della loro celebrità, contenente la serie dei Mesi, dodici miniature a tutta pagina accompagnate dal relativo calendario. In ogni foglio, sotto una lunetta dedicata ai segni zodiacali del mese, sono illustrati immensi e luminosi paesaggi entro i quali nobili figure si intrattengono in svaghi cortesi ― scene perlopiù riferite alla corte del committente ― e contadini svolgono attività agricole stagionali, mentre in lontananza svettano le guglie di una residenza o di un castello del duca di Berry. Perfettamente conservate, le miniature dei Mesi possiedono un'incredibile freschezza narrativa e denunciano una libertà compositiva fino ad allora inedita nei codici miniati. I colori sono vividi e luminosi e l'oro è reso a profusione negli ornamenti delle vesti dei nobili e nelle decorazioni degli sfondi.
Si nota dapprincipio il diverso trattamento riservato dai Limbourg alle figure degli aristocratici e a quelle dei contadini: le prime risultano elegantemente allungate e irrigidite in pose di idealizzazione cortese, mentre le seconde si mostrano più vivaci, libere e variamente disposte. Un approccio diversificato, questo, che rivela il duplice gusto, naturalistico e spontaneo per i soggetti "bassi" e formalmente composto per quelli elevati, tipico del gotico internazionale. Pur convivendo in un'atmosfera fiabesca e irreale ― si notino i cieli azzurri e tersi, le praterie verdeggianti che recedono senza fratture, le fitte foreste da cui emergono castelli da sogno ―, le attitudini dei personaggi e la cura gelosa della verità nei suoi minimi aspetti rendono queste miniature più spontanee, ma insieme raffinate, di qualunque altro codice coevo.
I Limbourg divennero famosi grazie a tale lavoro, ma illustrarono solo la prima parte del manoscritto, che rimase interrotto a causa della prematura morte dei tre e del duca di Berry nel 1416: le restanti miniature sarebbero state aggiunte circa settant'anni più tardi da Jean Colombe di Bourges, tra il 1485 e il 1489, su commissione di Carlo I di Savoia.

### Les Heures Dessinées
Questo manoscritto, ricomparso solo nel 2013 nel Nord della Francia, poi uscito sembra illegalmente dal paese ed ora, a quanto si sa, presso un libraio specialista in libri antichi in Germania, è la più importante scoperta nell'ambito della miniatura francese degli ultimi cinquant'anni.
Si tratta di un piccolo libro d'ore rimasto incompiuto, dalla decorazione marginale praticamente completa, mentre le illustrazioni sono rimaste allo stadio di disegno (da qui il nome attribuitogli). La qualità di queste ultime e il loro stile hanno permesso ai pochi specialisti che risultano avere esaminato l'opera di attribuirla con ragionevole certezza ai Limbourg, con una datazione tra il 1405 e il 1416, considerandola forse incompiuta per la morte improvvisa degli artisti.
IL volume, classificato Trésor National uscito illegalmente successivamente alla sua misteriosa esportazione, è ora oggetto di un contenzioso legale tra la Repubblica Francese e gli attuali proprietari volto ad ottenerne il ritorno nel paese. È stato pubblicato solo privatamente da alcuni antiquari che lo hanno esaminato su richiesta dei precedenti possessori.

## Fonti
La bottega di famiglia, Nimega e dintorni, Parigi, Digione e Bourges sono i luoghi dove i Limbourg possono aver recepito influssi artistici determinanti. Le collezioni dei Valois erano tra le più grandi raccolte d'arte dell'Europa occidentale, i duchi ingaggiavano i più importanti artisti di Francia, d'Olanda e d'Italia e oggetti d'arte d'ogni genere venivano costantemente importati. I risultati cui giunsero i Limbourg si devono in parte alla passione dei loro committenti per i manufatti lussuosi e alla partecipazione attiva e illuminata del duca di Berry durante l'elaborazione dei manoscritti.
Benché i manoscritti delle collezioni Valois fossero con ogni probabilità la fonte principale dei Limbourg, è possibile rintracciare nella loro produzione ulteriori modelli, spesso con riferimenti molto espliciti. È il caso di un tondo del 1400 attribuito a Jean Malouel (Louvre, M.I. 692) da cui i fratelli ripresero la figura del Cristo nella Lamentazione delle Belles Heures. Le ante dell'Altare della Crocifissione di Melchior Broederlam sono alla base di certe incoerenti relazioni spaziali tra le architetture e i paesaggi. Tuttavia, se paesaggio e architettura in Broederlam accolgono i personaggi, le figure dei Limbourg, monumentali ed espressive, si dispongono come su un fondale compresso che esalta il dramma umano.
È soprattutto nelle Belles Heures che si nota la presenza del trecento italiano nella resa del paesaggio e dello spazio da parte dei Limbourg; frequenti sono le similitudini riscontrate con gli affreschi di Taddeo Gaddi in Santa Croce e, al di fuori dell'ambiente giottesco, con le opere di Simone Martini, i Lorenzetti, Gentile da Fabriano e Jacopo Avanzi. Le Ore della Vergine, uno dei primi cicli delle Belles Heures, è chiaramente radicato nell'arte del primo trecento italiano e particolarmente vicino agli affreschi di Giotto a Padova. L'uso del blu intenso, l'assenza di modulazione atmosferica e la luce diffusa e priva di fonte che accentua l'impatto monumentale delle figure permette di comprendere come ciò che i Limbourg derivano da Giotto sia un modo di concepire lo spazio in funzione della narrazione più che un modo di riprodurre realisticamente la realtà. L'ipotesi di un viaggio dei Limbourg (o solo di Pol) in Italia non si rende necessaria essendo probabilmente numerose le copie da opere italiane disponibili in Francia in questi anni. Jean de Berry aveva numerosi contatti al di là delle Alpi e Filippo l'Ardito è documentato a Milano presso i Visconti nel 1391. Molto di quanto vi è di italiano nei fratelli Limbourg può derivare da oggetti importati e molto, probabilmente, giungeva a loro tramite i libri di modelli.

## Stile

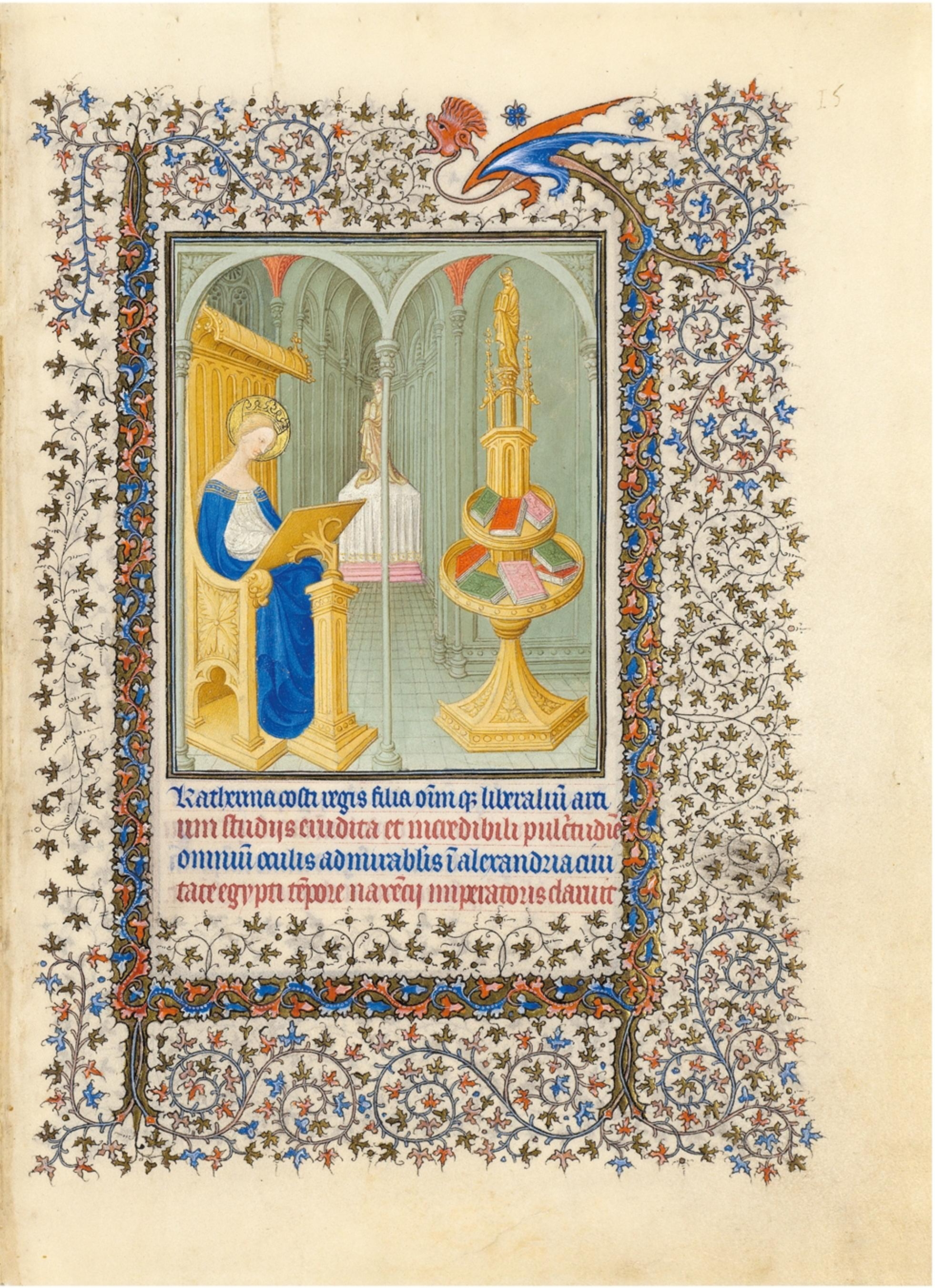
Santa Caterina nello studio. Belles Heures du duc de Berry. f15r.

I Limbourg si attennero, almeno in un primo momento, ad un sistema di rappresentazione spaziale arcaico, diffuso tra il XIII e il XIV secolo, utile a evidenziare gli aspetti contenutistici piuttosto che mimetici; il grado di elaborazione nelle singole miniature inoltre era strettamente dipendente dal soggetto. Ad un tipico spazio bidimensionale si affianca talvolta, quando è la dimensione storica del racconto a prendere il sopravvento, una costruzione spaziale maggiormente complessa, realizzata attraverso i diversi metodi disponibili all'epoca, ai quali i Limbourg non concedono sforzi innovativi o attenzioni soverchie rispetto alle esigenze narrative. Le pagine bidimensionali invece sono costituite da sfondi su cui si staglia un primo piano di figure in azione, modellate da una luce uniforme, mentre il piano intermedio serve solo a ospitare elementi funzionali all'equilibrio compositivo. Questa spazialità astraente domina soprattutto nelle miniature dove il soggetto della narrazione si risolve in una dimensione spirituale.
Per comprendere il modo di concepire la struttura compositiva da parte dei Limbourg si può paragonare la loro Fuga in Egitto delle Belles Heures con il soggetto analogo del Maestro di Boucicaut dove il punto di vista rialzato crea una spazialità espansa che consente l'osservazione senza interruzioni dal primo piano al fondo. Progressive diminuzioni di scala, descrizione naturalistica del paesaggio e delle attività umane, una luce atmosferica diffusa sono gli strumenti che permettono al Maestro di Boucicaut di armonizzare la composizione. Ad un simile sistema di costruzione spaziale i fratelli Limbourg si sono avvicinati solo nel loro ultimo lavoro, le Très Riches Heures. Nelle Belles Heures, quando elaborano le loro composizioni bidimensionali in una forma maggiormente convincente dal punto di vista della rappresentazione realistica dello spazio, essi non tendono ad alzare il punto di vista dell'osservatore, ma piuttosto a ribaltare il paesaggio in verticale, come una sorta di anfiteatro romano. È la costruzione spaziale usata da Altichiero e da Jacopo Avanzi nella Cappella di San Giacomo (Padova). I Limbourg usano questa costruzione soprattutto quando vogliono inserire più scene in una sola miniatura. Nel momento in cui la pittura nel Nord Europa approfondiva la propria vocazione al naturalismo della rappresentazione i Limbourg, sposando un'estetica essenzialmente italiana, procedevano nella direzione opposta.
I colori dei Limbourg discendono dalla tavolozza impiegata dal Maestro del paramento nelle Très Belles Heures de Notre-Dame. La luce diffusa che non crea ombre offre una resa estetica simile a quella degli smalti. Il colore è steso a strati successivi, dallo scuro al chiaro, attraverso brevi e sottilissime pennellate che seguono i contorni delle forme. Col tempo cresce l'utilizzo dei colori freddi, come crescono le capacità tecniche dei fratelli che giungono ad una resa del dettaglio simile a quella presente nelle opere di Van Eyck.